# Eulepidotis suppura
Eulepidotis suppura là một loài bướm đêm trong họ Erebidae.